# جون هوارد (سياسي)

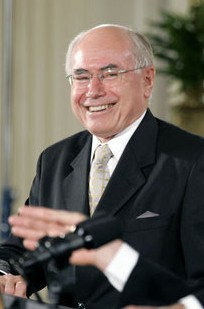
جون هوارد في ماي 2006

جون وينستون هوارد (بالإنجليزية: John Howard) (26 يوليو في عام 1939)، الحاصل على وسام الاستحقاق ووسام أستراليا ونجمة جزر سليمان، هو سياسي أسترالي سابق، شغل منصب رئيس الوزراء الأسترالي الخامس والعشرين (1996-2007) وزعيم الحزب الليبرالي (1985-1989، ثم 1995-2007). استمرت فترة ولايته في رئاسة الوزراء قرابة اثني عشر عامًا، وهي ثاني أطول فترة في التاريخ بعد فترة ولاية السير روبرت منزيس التي استمرت ثمانية عشر عامًا بشكل غير متتالي. يُعتبر هوارد أكبر رئيس وزراء أسترالي سابق على قيد الحياة منذ وفاة بوب هوك في عام 2019.
ولد هوارد في مدينة سيدني ودرس القانون في جامعة سيدني. عمل هوارد محاميًا تجاريًا قبل دخوله البرلمان. شغل هوارد منصب الرئيس الفيدرالي لحزب الليبراليين الشباب، إذ ترشح لهذا المنصب في أول مرة له في انتخابات ولاية نيو ساوث ويلز في عام 1968 لكنه خسر بفارق ضئيل. انتُخب هوارد في دائرة بينيلونغ الانتخابية في الانتخابات الفيدرالية لعام 1941، وبقي نائبًا حتى عام 2007. رُقي هوارد إلى مجلس الوزراء في عام 1977، ليحل محل وزير الخزانة في أستراليا فيليب لونش في وقت لاحق من العام ذاته، إذ بقي في هذا المنصب حتى هزيمة حكومة مالكوم فرايزر في عام 1983.
انتُخب هوارد في عام 1985 زعيمًا للحزب الليبرالي لأول مرة، ليحل محل أندرو بيكوك بصفته زعيمًا للمعارضة. قاد هوارد الائتلاف الليبرالي الوطني للانتخابات الفيدرالية في عام 1987، لكنه خسر أمام حكومة حزب العمال بقيادة بوب هوك، الأمر الذي أسفر عن إقالته من المنصب القيادي في عام 1989. بقي هوارد شخصيةً رئيسيةً في الحزب، إذ أُعيد انتخابه في عام 1995 (ليحل محل ألكسندر داونر)، ثم قاد التحالف لاحقًا للفوز في الانتخابات الفيدرالية لعام 1996.
أُعيد انتخاب هوارد في انتخابات عام 1998 و2001 و2004 بعد هزيمته لحكومة حزب العمال بقيادة بول كيتنغ في عام 1996. تضمنت الإجراءات التي نفذها هوارد بصفته رئيسًا للوزراء إحداث قوانين جديدة فيما يخص الأسلحة النارية (استجابةً لما حصل في مذبحة بورت آرثر)، وإدخال ضريبة القيمة المضافة على الصعيد الوطني، وبعض الإصلاحات في قوانين الهجرة، وإصلاحات في قوانين العلاقات الصناعية. ساهمت أستراليا بقوات في الحرب في أفغانستان وحرب العراق وقادت القوات الدولية إلى تيمور الشرقية في ظل حكومة هوارد. هُزمت حكومة هوارد في الانتخابات الفيدرالية لعام 2007، ليخلفه كيفين رود من حزب العمال بصفته رئيسًا للوزراء. خسر هوارد مقعده في الانتخابات، ليصبح ثاني رئيس وزراء يتعرض لذلك (بعد ستانلي بروس في عام 1929).

## بدايات مسيرته السياسية 1957-1977
انضم هوارد إلى الحزب الليبرالي في عام 1957، إذ كان عضوًا في الهيئة التنفيذية لولاية نيو ساوث ويلز في الحزب. شغل هوارد منصب الرئيس الفيدرالي لحزب الليبراليين الشباب (منظمة الشباب الحزبية) بين عامي 1962 و1964. أيد هوارد التدخل الأسترالي في حرب فيتنام، لكنه صرح لاحقًا: «هناك العديد من الجوانب التي كان من الممكن معالجتها وتفسيرها بشكل مختلف».
عمل هوارد مديرًا لحملة توم هيوز من مقعده المحلي في باركس أثناء الانتخابات الفيدرالية لعام 1963. تمكن هيوز من هزيمة ليه هايلين الذي شغل المنصب عن حزب العمال لمدة 20 عامًا. سافر هوارد إلى لندل بغرض العمل والسفرة لفترة محددة في منتصف عام 1964. تطوع هوارد في حزب المحافظين في القاعدة الانتخابية في هولبورن وسانت بانكراس في الانتخابات العامة في المملكة المتحدة لعام 1964.
نجح هوارد في الترشح لمقعد ولاية دروموين الهامشي الذي كان لريغ كودي من حزب العمال، وذلك بدعم من أصحاب النفوذ في الحزب جون كاريك واريك ويليس في عام 1967. باعت والدة هوارد منزل العائلة في إيرلوود واستأجرت منزلًا لتعيش فيه مع هوارد في فايف دوك، وهي ضاحية تابعة للقاعدة الانتخابية. خسر هوارد أمام كودي بفارق ضئيل في انتخابات فبراير لعام 1968 التي أُعيدت فيها حكومة الولاية الحالية الليبرالية إلى السلطة، إذ جاءت هذه الخسارة على الرغم من حملته الانتخابية القوية. عاد هوارد ووالدته إلى إيرلوود لاحقًا، وانتقلا للعيش في منزل في نفس الشارع الذي نشأ فيه في صغره.[بحاجة لمصدر]
نجح هوارد في المنافسة على دائرة بينيلونغ الانتخابية الواقعة في ضواحي سيدني، وذلك في الانتخابات الفيدرالية لعام 1974. شهدت الانتخابات عودةً لحكومة حزب العمال بقيادة غوف وايتلام. دعم هوارد المرشح فريزر لقيادة الحزب الليبرالي ضد بيلي سنيدن بعد انتخابات عام 1974. فاز فريرز بالمنصب في الانتخابات الفيدرالية لعام 1975، ثم عُيّن هوارد وزيرًا للأعمال وشؤون المستهلك، إذ استمر في منصبه هذا حتى عام 1977. دعم هوارد في تلك الفترة الموقف الحمائي والموالي للتنظيم الذي تمسك به فريزر والحزب الليبرالي.

## وزير الخزانة الفيدرالية (1977-1983)
كان هوارد في الثامنة والثلاثين من عمره عندما عُيّن وزيرًا للخزانة بدلًا من فيليب لونش في ديسمبر من عام 1977. اعتُبر هوارد حينها أصغر وزير للخزانة منذ ولاية كريس واتسون في عام 1904. ذكر فريزر في مذكراته أنه عيّن هوارد في هذا المنصب على الرغم من خبرته المحدودة، وذلك لأنه «كان ذكيًا، وكان يستجيب للتوجيهات بشكل جيد، وكان مديرًا جيدًا». بقي هوارد في هذا المنصب لمدة خمس سنوات، أصبح فيها مناصرًا لاقتصاديات السوق الحرة التي كانت تتحدى المعتقدات الاقتصادية السائدة خلال معظم سنوات القرن. أعرب هوارد عن تأييده للإصلاح الضريبي بما في ذلك فرض ضرائب واسعة النطاق (لاحقًا ضريبة السلع والخدمات)، وإنشاء نظام اقتصادي أكثر حرية بما في ذلك حل النظام المركزي لتحديد الأجور، وإلغاء النقابات العمالية الإجبارية والخصخصة ورفع الضوابط التنظيمية.

## روابط خارجية
- جون هوارد على موقع الموسوعة البريطانية (الإنجليزية)
- جون هوارد على موقع مونزينجر (الألمانية)
- جون هوارد على موقع إن إن دي بي (الإنجليزية)
- جون هوارد على موقع ديسكوغز (الإنجليزية)